# تل سلمو
تل سلمو (به عربی: تل سلمو) یک روستا در سوریه است که در ناحیه ابوالظهور واقع شده‌است. تل سلمو ۱٬۶۷۹ نفر جمعیت دارد.